# Veerterminal Harlingen
Veerterminal Harlingen is het gebouw van Rederij Doeksen in de stad Harlingen. Voor veerdiensten tussen de haven van Harlingen en de veerterminals in Oost-Vlieland en West-Terschelling kunnen reizigers gebruikmaken van de terminal en de veerboten.
De veerterminal is gelegen aan de Waddenpromenade. Het gebouw is bereikbaar met openbaar vervoer. Voor treinreizigers ligt Station Harlingen Haven op loopafstand. Tussen Harlingen en Station Leeuwarden rijden stoptreinen van Arriva. Bij de veerterminal stoppen verschillende bussen. Het gebouw is in 2011 verbouwd. 

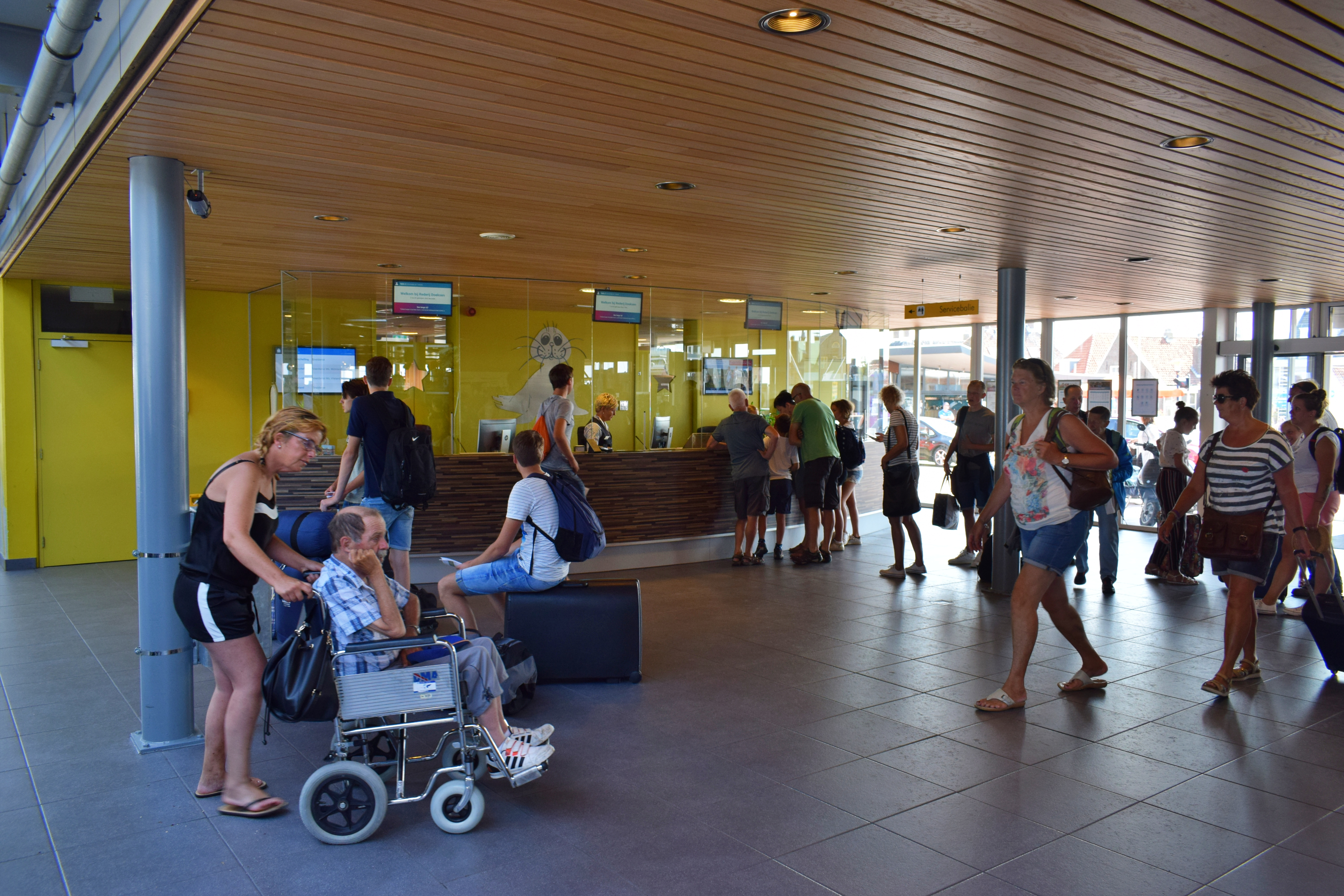
Aankomsthal met servicebalie in 2018
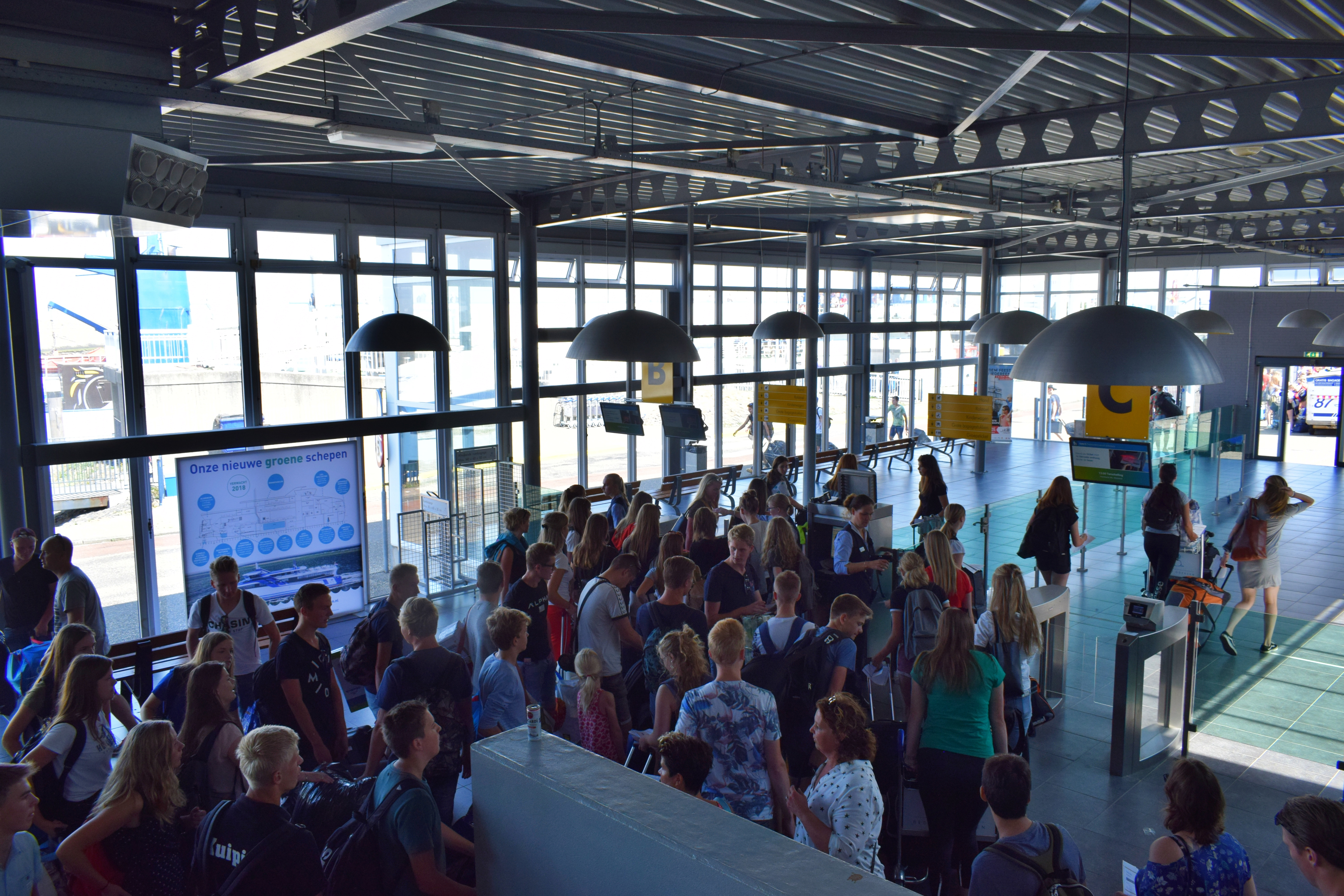
Vertrekhal in 2018